# Capone (film, 1975)
A Capone 1975-ben bemutatott kanadai-amerikai életrajzi bűnügyi film, amelyet Howard Browne forgatókönyvéből Steve Carver rendezett. A főbb szerepeket Ben Gazzara, Harry Guardino, Susan Blakely, John Cassavetes és Sylvester Stallone alakítja. A film a hírhedt Al Capone életét meséli el.
A filmet az Amerikai Egyesült Államokban 1975. április 26-án mutatta be a 20th Century Studios.

## Cselekmény
A történet a chicagói maffiafőnök, Al Capone felemelkedéséről és bukásáról szól: a város feletti uralomról, amelyet a szesztilalom idején gyakorolt, egészen elítéléséig, bebörtönzéséig és utolsó éveiig.

## Szereplők
| Szereplő          | Színész            | Magyar hang       |
| ----------------- | ------------------ | ----------------- |
| Al Capone         | Ben Gazzara        | Hegedűs D. Géza   |
| Johnny Torrio     | Harry Guardino     | Szersén Gyula     |
| Iris Crawford     | Susan Blakely      | Tóth Enikő        |
| Frankie Yale      | John Cassavetes    | Reviczky Gábor    |
| Frank Ralph Nitti | Sylvester Stallone | Mihályi Győző     |
| Vincenzo Colosimo | Frank Campanella   | Gruber Hugó       |
| Dean O'Banion     | John Orchard       | Dobránszky Zoltán |
| Charles Fischetti | Joe De Nicola      | Barbinek Péter    |
| Pete Gusenberg    | Martin Kove        | Kiss Gábor        |
| Giuseppe Aiello   | Mario Gallo        | Versényi László   |

## A film készítése
Steve Carver szerint a filmet azért forgatták, hogy Corman felhasználhassa más filmjeiből származó felvételeket. Elmondása szerint Howard Browne nagyon tényszerű író volt, de „nem volt túl jó a párbeszédekben”, ezért más írókat is bevontak a forgatókönyv kidolgozásába. Carver szerint Gazzarával nehéz volt együtt dolgozni a forgatáson. 2020-ban egy interjúban elmesélte, hogy Gazzara, valószínűleg alkoholos befolyásoltság alatt, túl korán indított el egy sor robbanást és lövést: „Ben volt a kulcs, aki egy géppisztoly ravaszának meghúzásával indította el az egészet... Túl korán húzta meg a ravaszt. Ez egy hatalmas eseményt indított el, ahol a kaszkadőrök és az autók teljesen becsavarodtak. Rengeteg ember megsérülhetett volna.” Gazzara másnap bocsánatot kért.
Sylvester Stallone később azt nyilatkozta: „Különösen élveztem a Caponén dolgozni, mert olyan volt, mint A keresztapa giccses, szellemileg visszamaradott, belterjes unokatestvére.”

## Médiakiadás
A filmet az Egyesült Államokban először 2011. március 29-én adta ki DVD-n a Shout! Factory, Európában pedig már hosszabb ideje kapható.

## Fordítás
- Ez a szócikk részben vagy egészben  a   Capone (1975 film) című angol Wikipédia-szócikk fordításán alapul.  Az eredeti cikk szerkesztőit annak laptörténete sorolja fel. Ez a jelzés csupán a megfogalmazás eredetét és a szerzői jogokat jelzi, nem szolgál a cikkben szereplő információk forrásmegjelöléseként.